# Ernie Pike
Ernie Pike es una serie de historieta bélica argentina creada por el guionista Héctor Germán Oesterheld y el dibujante italiano Hugo Pratt en 1957. Más adelante Oesterheld la continuó junto a otros dibujantes.

## Trayectoria editorial
La historieta comenzó a publicarse en el número 1 de la revista Hora Cero (mayo de 1957) y luego en Hora Cero extra y el suplemento semanal, todas editadas por Frontera. En septiembre de 1960, dicha editorial le dedicó una publicación propia, Ernie Pike, Colección Batallas inolvidables, donde en cada número se presentaba un combate o hecho relevante de la Segunda Guerra Mundial, y en donde la ficción se amalgamaba con el documentalismo de la fotografía.
Luego de varios años, Hugo Pratt se fue a Europa y publicó Ernie Pike en Italia y otros países europeos pero solo con su propio nombre, adjudicándose tanto los dibujos como los guiones. 
Oesterheld continuó con el personaje con otros dibujantes argentinos, entre ellos Alberto Breccia y Francisco Solano López. 
En junio de 1971, Top Maxihistorietas, de Cielosur Editora, relanza el personaje, pero esta vez se sitúa en la por entonces contemporánea guerra de Vietnam. Y en la revista Skorpio n.° 19, de abril de 1976, se publica el episodio "El mejor", con dibujos de Francisco Solano López.
En la década del 70, Oesterheld amenazó con "viajar a Europa para recuperar la paternidad" de sus personajes, pero no pudo hacerlo por haber sido secuestrado y desaparecido por la dictadura argentina en 1977.
Varios números de Ernie Pike de Oesterheld y Pratt fueron reeditados por la "Nueva Biblioteca Clarín de la Historieta" junto a otros del Sargento Kirk en el 2006. Previamente, Ancares Editora editó los números con Breccia en el 2002.

## Descripción

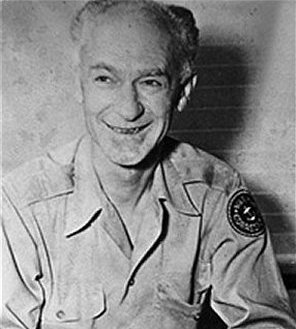
Ernest Pyle, cronista de guerra que inspiró a Oesterheld para crear al personaje de Ernie Pike.

La historieta está ambientada en la Segunda Guerra Mundial, y su protagonista Ernie Pike en realidad no toma parte de las historias sino que se limita a presentarlas y relatarlas. Ernie Pike es un personaje basado en Ernest Pyle, un corresponsal de guerra norteamericano de la vida real, y su rostro fue diseñado tomando como base el del propio Oesterheld. 
A diferencia de los estándares del género, la historieta no relata batallas ni estereotipa a los Aliados o a los nazis como "personajes buenos" o "personajes malos". En cambio, se concentra en relatar historias trágicas de los soldados, generalmente malentendidos o desencuentros que acaban mal: personajes que pierden la razón, que matan a sus amigos por error o por creer erróneamente haber sido traicionados, que buscan ser asesinados de una forma para evitar morir de otra más horrible, o que deben rematar a amigos mortalmente heridos, etc. Oesterheld utiliza la historieta bélica para reflejar su rechazo por la guerra. 
En el primer episodio ("Francotiradores"), el personaje se presenta de este modo: "Sé que este relato no lo comprará ni Life ni Time ni ninguna otra publicación que se respete. Es quizá un relato amargo. Aunque, creo, hay en él un heroísmo del bueno, un relato con ese algo de gris, de duro, que tienen las cosas de la realidad, un relato sin buenos ni malos. Pero con un villano, un supervillano, el más odioso de todos: ¡La guerra!". 
El propio Oesterheld, en su "papel" de Ernie Pike, presentó las nuevas historietas en "TOP Maxi Historietas" en julio de 1971 diciendo:

Aquí estoy, de regreso, después de un silencio de años. Siempre con mis historias "no periodísticas", por algo no pude publicar nada en tanto tiempo. La Segunda Guerra Mundial me sigue tan viva en el recuerdo como el primer día, y si el mundo estuviera en paz seguiría escribiendo como antes, sobre Normandía, o Tarawa, o El Alamein. Pero cañones y fusiles siguen su diálogo letal: hoy la guerra se llama Vietnam. Imposible seguir recordando la guerra vieja cuando el presente arde al rojo vivo. Por eso esta nueva etapa de mi carrera periodística, enteramente dedicada a la guerra que hoy, en este mismo momento en que me estás leyendo, lector, está desgarrando el cuerpo tan lleno de vida de un muchacho como tú.

## Legado y exposiciones
El Museo del Dibujo y la Ilustración posee en su colección los originales de dos historietas completas de Ernie Pike. Los correspondientes a un capítulo con dibujos de Oscar Estévez, fueron expuestos entre enero y agosto de 2008 en el Centro Nacional de la Imagen, Angouleme, Francia, en el marco de la exposición homenaje a la Historieta Argentina, con curaduría de José Muñoz y Giustiniano Zuccato.